# Semen Linder

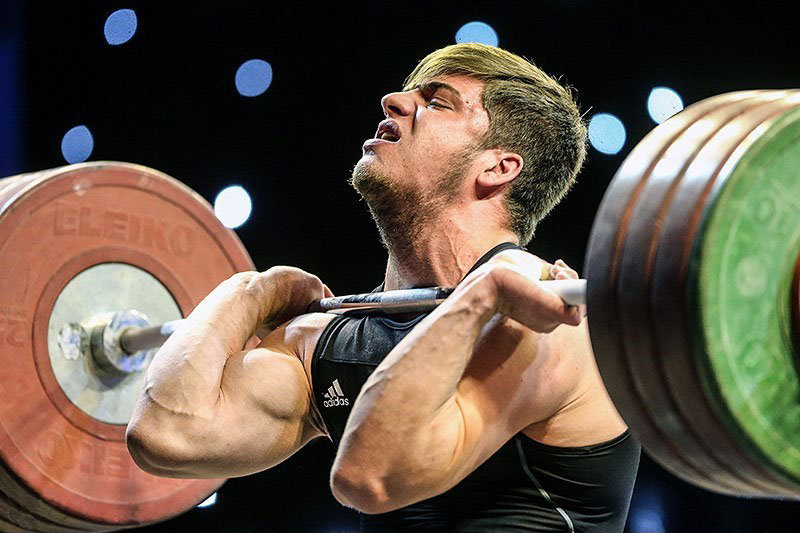
Mai 2016 in Teheran

Semen Linder (* 22. August 1997) ist ein kasachischer Gewichtheber.

## Karriere
Linder nahm 2012 an den Jugend-Asienmeisterschaften teil. Bei der Dopingkontrolle wurde er allerdings positiv auf Stanozolol getestet und vom Weltverband International Weightlifting Federation (IWF) für zwei Jahre gesperrt. Nach seiner Sperre war er 2014 beim Asienpokal Erster in der Klasse bis 85 kg. 2015 gewann er bei den Junioren-Asienmeisterschaften die Silbermedaille. Im selben Jahr nahm er bei den Aktiven an den Asienmeisterschaften in Phuket teil und wurde Vierter im Zweikampf, Sechster im Stoßen und gewann Gold im Reißen. Kurz danach wurde er beim IWF Grand Prix Dritter.